# Fläming
El Fläming es una región histórica de Alemania, al este del río Elba y al sur de Berlín.
Está ubicada fundamentalmente en la región de Brandeburgo, pero su parte oeste está en Sajonia-Anhalt. El nombre de Fläming deriva de los colonos medievales flamencos. Parte de la las tierras bajas del norte de Alemania, es una región de morrenas glaciales con suelo arenoso y cerros poco elevadas.

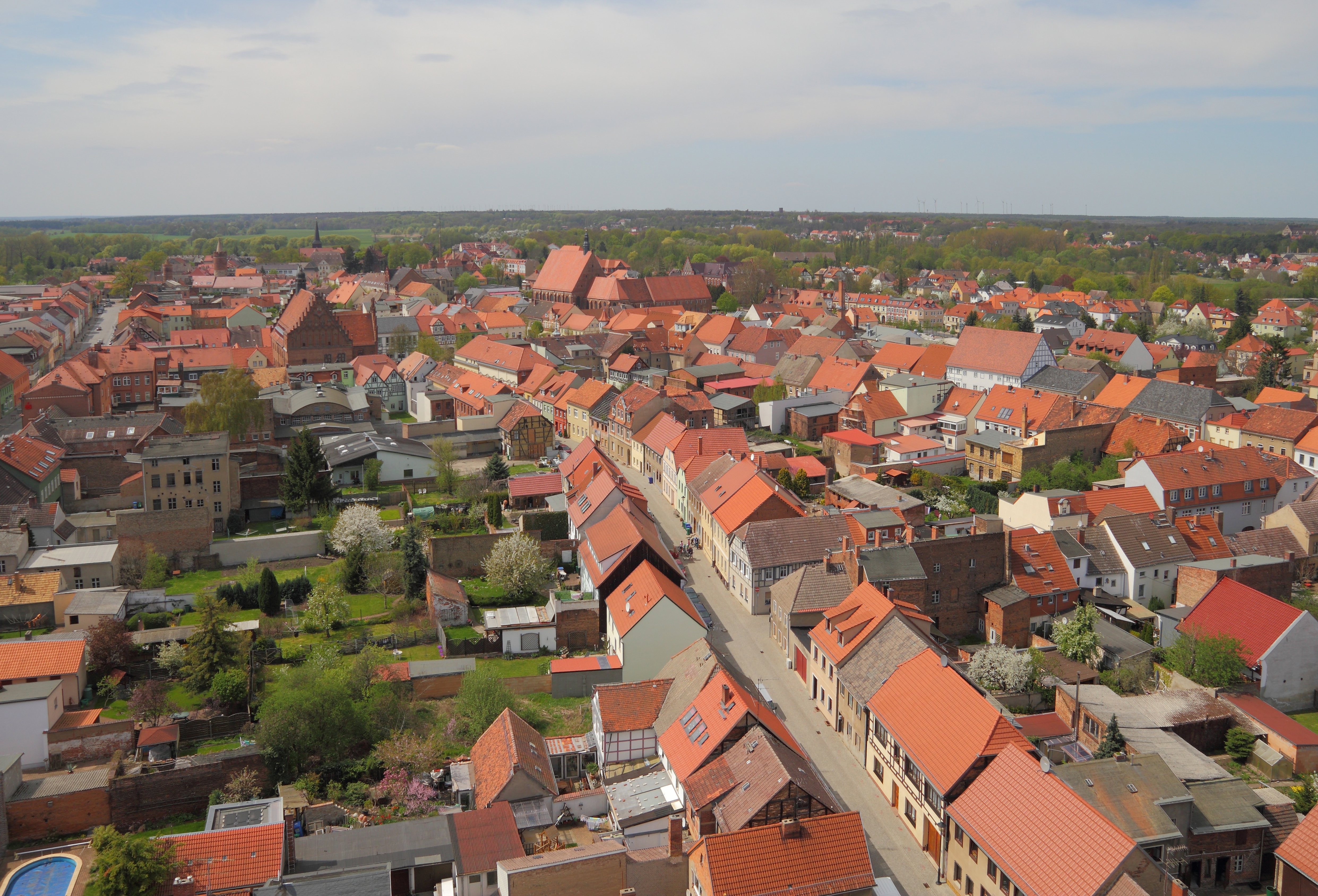
La ciudad de Jüterbog.

Se debe distinguir el Hohe Fläming («Alto Flamain»), un pequeño alto, al oeste, y el Niedere Fläming («Bajo Flamain») al este. El suelo está cubierto de grandes bosques de pinos o mixtos. La agricultura produce cereales y patatas. En torno a Schlieben se extiende una pequeña área vinícola. La población no es densa y no hay de grandes industrias. Esta región no comprende ni lagos ni ríos de entidad, pero colinda con regiones fluviales vecinas: las tierras bajas de Elba y el Elster Negro al oeste y al sur, la región del Havel al norte y la región del Spree con el bosque del Spree al este.